# Digi-bib.dk
digi-bib.dk er et digitalt bibliotekstilbud med download og stream af musik og download af dansksprogede lydbøger, som gik i luften 1. juli 2010. Tilbuddet afløste det daværende netmusik.dk.
| Bogstak | Spire Denne biblioteksrelaterede artikel er en spire som bør udbygges. Du er velkommen til at hjælpe Wikipedia ved at udvide den. |